# العلاقات المارشالية الكندية
العلاقات المارشالية الكندية هي العلاقات الثنائية التي تجمع بين جزر مارشال وكندا.

## مقارنة بين البلدين
هذه مقارنة عامة ومرجعية للدولتين:
| وجه المقارنة                                              | جزر مارشال                     | كندا                     |
| --------------------------------------------------------- | ------------------------------ | ------------------------ |
| المساحة (كم2)                                             | 181                            | 9.98 مليون               |
| عدد السكان (نسمة)                                         | 53.13 ألف                      | 35.70 مليون              |
| الكثافة السكانية (ن./كم²)                                 | 29.35 ألف                      | 3.58                     |
| العاصمة                                                   | ماجورو                         | أوتاوا                   |
| اللغة الرسمية                                             | لغة إنجليزية، اللغة المارشالية | لغة إنجليزية، لغة فرنسية |
| العملة                                                    | دولار أمريكي                   | دولار كندي               |
| الناتج المحلي الإجمالي (بليون دولار)                      | 199.40 مليون                   | 1.65 تريليون             |
| الناتج المحلي الإجمالي (تعادل القوة الشرائية) بليون دولار | 207.25 مليون                   | 1.59 تريليون             |
| الناتج المحلي الإجمالي الاسمي للفرد دولار أمريكي          | 3.38 ألف                       | 43.25 ألف                |
| الناتج المحلي الإجمالي للفرد دولار أمريكي                 | 3.80 ألف                       | 45.07 ألف                |
| مؤشر التنمية البشرية                                      |                                | 0.913                    |
| رمز المكالمات الدولي                                      | +692                           | +1                       |
| رمز الإنترنت                                              | .mh                            | .ca                      |
| المنطقة الزمنية                                           | ت ع م+12:00                    |                          |

## منظمات دولية مشتركة
يشترك البلدان في عضوية مجموعة من المنظمات الدولية، منها:
| علم المنظمة | اسم المنظمة                   | تاريخ انضمام جزر مارشال | تاريخ انضمام كندا |
| ----------- | ----------------------------- | ----------------------- | ----------------- |
|             | مؤسسة التنمية الدولية         | 19 يناير 1993           | 24 سبتمبر 1960    |
|             | مؤسسة التمويل الدولية         | 23 سبتمبر 1992          | 20 يوليو 1956     |
|             | منظمة حظر الأسلحة الكيميائية  | ?                       | ?                 |
|             | الأمم المتحدة                 | 17 سبتمبر 1991          | 9 نوفمبر 1945     |
|             | الاتحاد الدولي للاتصالات      | 22 فبراير 1996          | 1 يوليو 1908      |
|             | منظمة الشرطة الجنائية الدولية | ?                       | ?                 |
|             | البنك الدولي للإنشاء والتعمير | 21 مايو 1992            | 27 ديسمبر 1945    |
|             | بنك التنمية الآسيوي           | 1990                    | 1966              |
|             | يونسكو                        | 30 يونيو 1995           | 4 نوفمبر 1946     |

## وصلات خارجية
- موقع وزارة الخارجية الكندية